# Национальный медицинский исследовательский центр травматологии и ортопедии имени академика Г. А. Илизарова

Изображение товарного знака, знака обслуживания в 2000—2010 годах

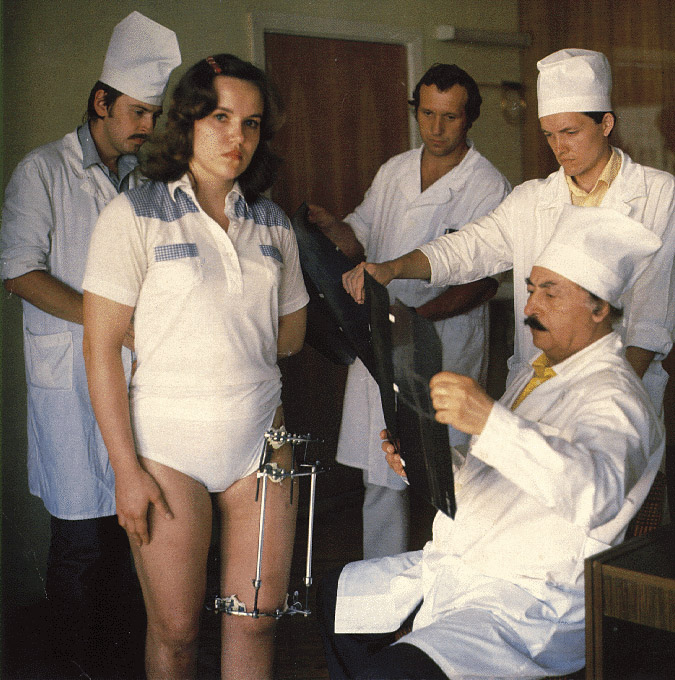
Г. А. Илизаров показывает работу компрессионно-дистракционного аппарата, 1991 год.

Национальный медицинский исследовательский центр травматологии и ортопедии имени академика Г. А. Илизарова Министерства здравоохранения Российской Федерации — государственное медицинское учреждение, расположенное в городе Кургане (район Рябково). 
Создано 8 декабря 1971 года на основе существовавшей с 1965 года лаборатории Свердловского, затем Ленинградского НИИТО. Специализируется на лечении заболеваний и травм опорно-двигательного аппарата и использует предложенный и разработанный Илизаровым метод.
Для внедрения метода учреждение проводило большую исследовательскую работу, включая клинические испытания.
В центре осуществляются исследования в ортопедии по лечению травм, врождённых и приобретённых аномалий развития костей, регенерации и протезированию.
Является международным центром подготовки и повышения квалификации врачей-ортопедов.
В центре ежегодно проходят лечение и реабилитацию более 19 тысяч пациентов. 
Издаёт профильный научный журнал «Гений ортопедии». 

## История
24 декабря 1951 года основатель центра, Гавриил Абрамович Илизаров, предложил способ лечения переломов (а затем и ортопедических заболеваний) при помощи созданного им компрессионно-дистракционного аппарата. В основе данного способа лечения лежало общебиологическое свойство тканей отвечать на дозированное растяжение ростом и регенерацией, которое 14 сентября 1953 года Министерством здравоохранения СССР разрешено к применению, а 15 сентября 1988 года было зарегистрировано под № 355 в Государственном реестре открытий СССР и стало фундаментом для нового направления в травматологии и ортопедии — управляемого контролируемого выращивания костной ткани с целью исправления дефектов и лечения травм. 
30 декабря 1965 года на базе 2-й городской больницы г. Кургана организована проблемная лаборатория Свердловского НИИТО, Г. А. Илизаров был назначен руководителем по обоснованию и внедрению в клиническую практику предложенного способа. В 1969 году лаборатория преобразована в филиал Ленинградского НИИТО им. Р. Л. Вредена.
8 декабря 1971 года лаборатория преобразована в Курганский научно-исследовательский институт экспериментальной и клинической ортопедии и травматологии (КНИИЭКОТ). На формирование института государство выделило 18 млн. рублей. Большое внимание было уделено созданию материальной базы института, подготовке научных кадров и разработке новых оригинальных методик лечения ортопедических и травматологических больных. Интенсивно проводились клинико-экспериментальные и теоретические исследования, для чего было построено два вивария на 150 собак, морфологический корпус, два клинических корпуса на 300 коек. По штатному расписанию при создании института было 367 штатных единиц, из них 60 — научных сотрудников.
19 февраля 1982 года институт награждён орденом «Знак Почёта» за достигнутые успехи в развитии здравоохранения и медицинской науки и коллективу присвоено почётное звание «Коллектив высокой культуры».
17—18 сентября 1983 года введено в эксплуатацию новое здание КНИИЭКОТа. В 1987 году институт стал всесоюзным, а в 1993 году Российскому научному центру «Восстановительная травматология и ортопедия» присвоено имя академика Г. А. Илизарова.
Постановлением правительства Российской Федерации от 7 декабря 2001 № 856 Российскому научному центру «Восстановительная травматология и ортопедия» имени академика Г. А. Илизарова присуждена премия правительства РФ в области качества за достигнутые значительные результаты в области качества медицинских услуг и внедрение высокоэффективных методов управления качеством лечения. Также в 2001 году центр стал лауреатом всероссийского конкурса «Российская организация высокой социальной эффективности».
С 2005 года официальное название центра — Федеральное государственное учреждение науки «Российский научный центр „Восстановительная травматология и ортопедия“ имени академика Г. А. Илизарова Федерального агентства здравоохранения и социального развития», в дальнейшем Минздрава России.
За 2016 год было проведено 12068 операций, из которых почти 4 тыс. с применением метода чрескостного остеосинтеза по Илизарову, что почти в два раза превышает этот показатель в 2005 году.
25 февраля 2020 года наименование Федеральное государственное бюджетное учреждение «Российский научный центр „Восстановительная травматология и ортопедия“ имени академика Г. А. Илизарова» Министерства здравоохранения Российской Федерации (ФГБУ «РНЦ „ВТО“ им. Акад. Г. А. Илизарова» Минздрава России) было изменено на Федеральное государственное бюджетное учреждение «Национальный медицинский исследовательский центр травматологии и ортопедии имени академика Г. А. Илизарова» Министерства здравоохранения Российской Федерации (ФГБУ «НМИЦ ТО имени академика Г. А. Илизарова» Минздрава России).

### Центр сегодня
Лечение и реабилитацию в ФГБУ «НМИЦ ТО имени академика Г. А. Илизарова» Минздрава России ежегодно проходят свыше 19 тысяч человек. В центре лечат все заболевания и травмы опорно-двигательного аппарата. Своих пациентов врачи центра ведут с рождения, чтобы вовремя предупредить развитие ортопедических заболеваний. При лечении ортопедической патологии и травм применяется всемирно признанный чрескостный остеосинтез по Илизарову и другие хорошо зарекомендовавшие себя современные методики: артроскопия, эндопротезирование, интрамедуллярный остеосинтез.
В центре работает нейрохирургическое отделение, в котором успешно применяются всевозможные реконструктивные операции на позвоночнике при врождённых аномалиях развития, сколиозах, травмах и дегенеративных процессах. Активно используется нейростимуляция спинного мозга при лечении последствий спинальной травмы и хроническом болевом синдроме. Производятся сложные реконструктивные вмешательства на шейном отделе позвоночника и краниоцервикальной зоне.
В Кургане работает клиника гнойной остеологии, которая включила 3 отделения, специализирующихся на лечении гнойных поражений костной ткани — остеомиелита. На основе уникальных методик комплексно решается вопрос борьбы с инфекцией и устранением ортопедических проблем. С успехом лечатся тяжелые осложнения, связанные с нагноением в области установленных фиксаторов и эндопротезов. Уникальный 40-летний опыт врачей клиники гнойной остеологии и более 4000 вылеченных пациентов, прекрасная клиническая и научная база, бактериологическая и иммунологическая лаборатория создают комплекс, являющийся, по сути, «Республиканским центром гнойной остеологии».
В центре впервые в мире разработаны и внедрены в медицинскую практику способы устранения укорочения конечностей (до 50 см и более), ложных суставов, последствий полиомиелита; возмещения дефектов костей, лечение врождённой и приобретённой патологии кисти и стопы. Одним из первых в России центр стал заниматься эндопротезированием крупных и мелких суставов. В центре развернуто отделение артроскопии суставов. В РНЦ «ВТО» проводится остеосинтез таза при застарелых многоплоскостных деформациях и дефектах тазового кольца.
Центр имеет консультативно-диагностическое отделение на 250 посещений в день и стационар на 800 коек. В центре работают высококвалифицированные специалисты: 4 академика, 10 профессоров, 34 доктора наук и 93 кандидата наук. Общая численность сотрудников составляет более 1500 человек.
На базе ФГБУ «НМИЦ ТО имени академика Г. А. Илизарова» Минздрава России работает кафедра травматологии и ортопедии, где ежегодно проходят учебные курсы для российских и зарубежных врачей.
Учеными центра изучаются процессы регенерации и роста костной и других тканей, проводятся фундаментальные и прикладные медико-биологические и медико-инженерные исследования, разрабатываются и внедряются новые технические средства и методы лечения и реабилитации ортопедо-травматологических больных. В центре разработан и внедрен в практику ортопедии и травматологии метод чрескостного остеосинтеза по Илизарову, который представляет собой целую систему оперативных и бескровных методик лечения переломов конечностей любой локализации, устранения укорочений и деформаций конечностей, замещения костных дефектов без трансплантации, лечения ложных суставов, патологии крупных суставов, кисти и стопы. Метод используется в ангиологии, вертебрологии, онкологии и других областях медицины.
За время деятельности центра в нём прошли подготовку более 9500 курсантов из 75 стран (данные на декабрь 2021 года).
При ФГБУ «НМИЦ ТО имени академика Г. А. Илизарова» Минздрава России действует Музей истории центра академика Г. А. Илизарова, издаются журнал «Гений ортопедии» и корпоративная газета «Илизаровские ведомости».

## Награды
- Орден «Знак Почёта», 19 февраля 1982 года.
- Вручено на вечное хранение Красное знамя Министерства здравоохранения СССР, 8 мая 1985 года, за отличные достижения в социалистическом соревновании НИИ по итогам 1984 года.
- Премия Правительства Российской Федерации в области качества, 7 декабря 2001 года.
- Почётное звание «Коллектив высокой культуры», 19 февраля 1982 года.
- Победитель 2-го всероссийского конкурса «Российская организация высокой социальной эффективности», в номинации «Здравоохранение», 15 марта 2002 года.

## Руководители
- Декабрь 1971 года — 24 июля 1992 года — Илизаров, Гавриил Абрамович
- 1992 год — 12 июня 2009 года — Шевцов, Владимир Иванович
- 2009 год — 31 марта 2010 года — и. о. Худяев, Александр Тимофеевич
- 2010 год — и. о. Дьячков, Александр Николаевич
- 1 октября 2010 года — 18 февраля 2020 года — Губин, Александр Вадимович
- С 18 февраля 2020 — по настоящее время — Бурцев, Александр Владимирович

## Журнал «Гений ортопедии»
С 1995 года в центре издаётся журнал «Гений ортопедии», посвящённые теоретическим и фундаментальным исследованиям и технологиям клинического применения метода чрескостного остеосинтеза при лечении травм и заболеваний опорно-двигательной системы. Целевая аудитория — хирурги-ортопеды и травматологи, аспиранты, практикующие врачи. 
С 2008 года журнал включён в список ведущих рецензируемых научных журналов и изданий ВАК, в которых должны быть опубликованы научные работы соискателей учёных степеней докторов и кандидатов наук.

## Интересные факты

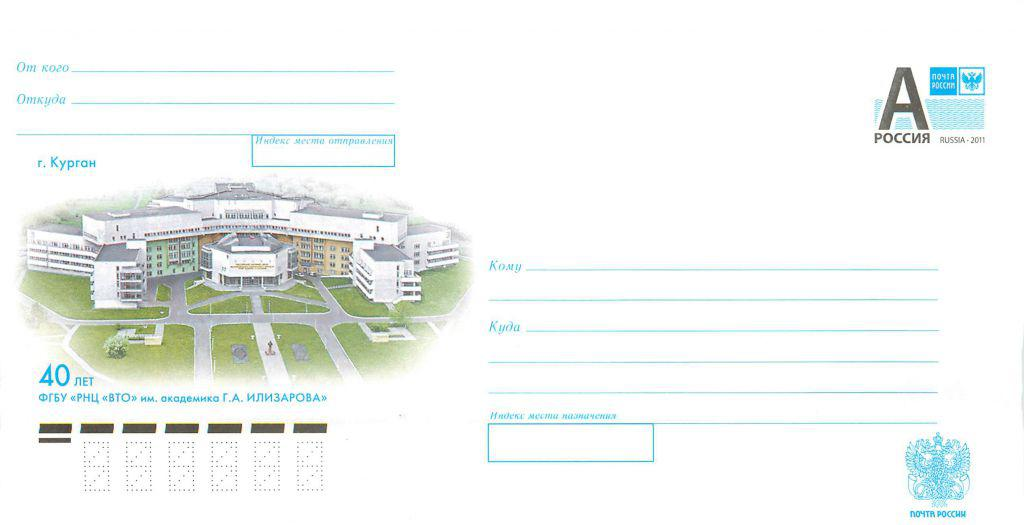
Почтовый конверт Россия

К 40-летию научного центра, в 2011 году был выпущен почтовый конверт.
На базе центра в июне 2011 года открыт первый в России музей травматологии и ортопедии нового типа с использованием 3D-технологий.
2021 год Центр Илизарова отметил 100-летие со Дня рождения Г.А. Илизарова, 70-летие метода и 50-летие центра 